# Michelson-interferometer

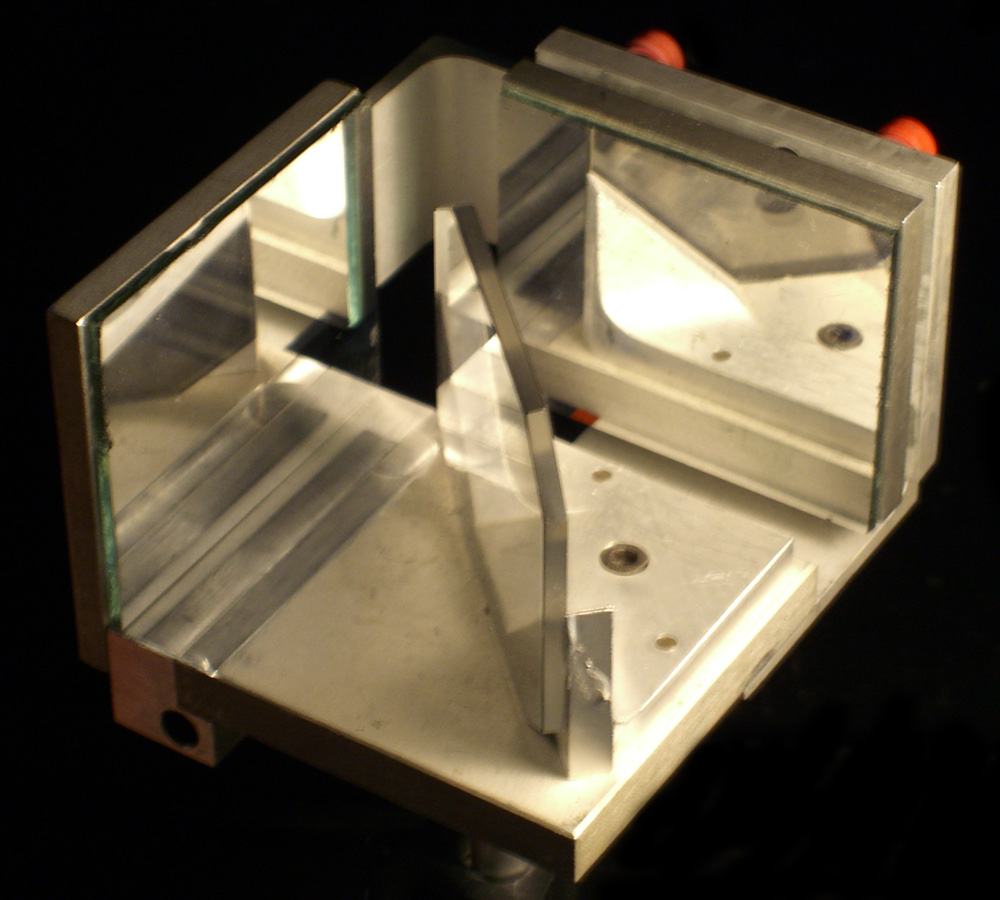
Een Michelson-interferometer voor gebruik op een optische tafel

De Michelson-interferometer is een van de bekendste interferometers en is bedacht door Albert Abraham Michelson. Een lichtbundel wordt gesplitst in twee bundels die een verschillende weg doorlopen alvorens samen te komen en te interfereren. Zo kunnen minieme verschillen in de weglengtes gemeten worden.

## Werking

Schema van de interferometer met lichtbron, halfdoorlatende spiegel, twee reflectoren en scherm of detector

1. Een lichtbron, tegenwoordig bijvoorbeeld een laser, geeft een parallelle lichtbundel
2. Deze treft een beamsplitter (bundelsplitser, een halfdoorlatende spiegel)
3. Deze splitst de bundel op in één doorgaande en één onder 90° gereflecteerde bundel.
4. De doorgaande bundel wordt gereflecteerd door een spiegel.
5. De andere bundel kaatst terug van een andere spiegel.
6. De gereflecteerde bundels recombineren via de beamsplitter en
7. bereiken een scherm of detector.

## Toepassing
- Michelson-Morley-experiment, het historische experiment waarmee werd aangetoond dat de aarde niet bewoog ten opzichte van lichtdragende ether. Dit experiment werd in 1887 in Cleveland uitgevoerd door Albert Abraham Michelson en Edward Morley en is van belang voor de speciale relativiteitstheorie.
- vele opstellingen met lasers voor precisiemeting
- tunable narrow bandfilter (verstembare smalle bandfilter)
- Fourierspectroscopie (FTIR).
- detectie van planeten (exoplaneten) om nabije sterren.

- delay line interferometer, namelijk een optische DPSK demodulator die fasemodulatie omzet in amplitudemodulatie in DWDM netwerken.

Voor vele toepassingen is de Mach-Zehnder-interferometer meer geschikt, die bij gelijke weglengtes van de beide lichtbundels een minimum intensiteit op de detector geeft, omdat de faseverschuiving nul is bij interne reflecties.

## Niet-lineaire Michelsoninterferometer
De niet-lineaire Michelsoninterferometer of Step-phase Michelson interferometer is een uitgebreide Michelsoninterferometer waarin de spiegel in een tak vervangen is door een Gires-Tournois interferometer of Gires-Tournois etalon. Het stralingsveld vanuit de Gires-Tournois etalon interfereert met de vlakke golven die door de normale spiegel weerkaatst worden. Omdat de verandering van de fase afhangt van de golflengte en stapsgewijs verspringt, zijn er speciale toepassingen in bijvoorbeeld fiberoptica en telecommunicatie.
Beide spiegels in een Michelsoninterferometer kunnen vervangen worden door Gires-Tournois etalons (Fabry-Pérot-interferometer). 